# Partnership on AI
Partnership on AI (en Español, Asociación en IA; nombre completo Partnership on Artificial Intelligence to Benefit People and Society, que se puede traducir como Asociación sobre Inteligencia Artificial en Beneficio de las Personas y la Sociedad) es una organización sin fines de lucro, comprometida con el uso responsable de la inteligencia artificial. Investiga las buenas prácticas para los sistemas de inteligencia artificial y para educar al público sobre estos. Anunciada públicamente el 28 de septiembre de 2016, Amazon, Facebook, Google, DeepMind, Microsoft e IBM conforman las compañías miembro fundadoras, con los copresidentes interinos Eric Horvitz de Microsoft Research y Mustafa Suleyman de DeepMind. Apple se unió al consorcio como miembro fundador en enero de 2017. Para 2019, más de 100 socios provenientes del mundo académico, la sociedad civil, la industria y organizaciones sin fines de lucro son miembros de la organización.
En enero de 2017, Tom Gruber, el cofundador de la empresa que creó Siri en Apple, pasó a formar parte de la organización. En octubre del mismo año, Terah Lyons se unió a la organización como primer Director Ejecutivo. Lyons trae a la organización su pericia en gobernanza tecnológica, con un foco concreto en la inteligencia de máquinas, IA, y políticas de robótica, anteriormente habiendo servido como asesora de políticas de la directora de tecnología de Estados Unidos, Megan Smith.
En octubre de 2018, Baidu dse volvió la primera empresa China en unirse a la asociación.
En noviembre de 2020, la Asociación en IA anunció su Base de Datos de Incidentes de IA (AIID).